# Hucuktlis Lake
Der Hucuktlis Lake, vormals bis 2018 als Henderson Lake bekannt, ist ein See auf Vancouver Island in der kanadischen Provinz British Columbia.

## Lage
Er fließt nach Süden ab in den Uchucklesit Inlet, der von Norden in den unteren Abschnitt des Alberni Inlet mündet.
Wetterdaten von der Fischzuchtstation Henderson Lake fish hatchery zeigen, dass der See in einer der feuchtesten Gegenden Nordamerikas liegt. Am Henderson Lake beträgt die durchschnittliche Niederschlagsmenge 6.903 mm (272 in), 1997 fielen zudem 9.307 mm (366 in) Niederschlag, womit ein Allzeit-Rekord für Kanada aufgestellt wurde.

## Geschichte
Der ursprüngliche Name des Sees lautet Houtchucklis, der von den First Nations Uchucklesaht stammt. Der See und das Areal sowie die Berge wurden von den First Nations für ihre spirituellen Praktiken genutzt. Auf Betreiben von Robert Brown, dem Kommandanten der Vancouver Island Exploring Expedition im Jahr 1864 wurde der See nach Captain John Henderson benannt, der Brown als erstes von der Existenz des Gewässers berichtete.